# 밤과 낮 (1946년 영화)
밤과 낮(Night And Day)은 미국에서 제작된 마이클 커티즈 감독의 1946년 영화이다. 캐리 그랜트 등이 주연으로 출연하였다.

## 출연

### 주연
- 캐리 그랜트
- 알렉시스 스미스

### 조연
- 몬티 울리
- 지니 심스
- 제인 와이먼
- 이브 아덴
- 빅터 프란센
- 앨런 헤일
- 도로시 말론
- 톰 댄드리아
- 셀레나 로일
- 도널드 우즈
- 헨리 스테펀슨
- 폴 카바나흐
- 시그 루먼
- 메리 마틴
- 클라렌스 뮤즈
- 존 앨빈
- 로버트 아서
- 린 바게트
- 리처드 바텔
- 허먼 빙
- 모리스 브리에르
- 할런 브릭스
- 호버트 캐버너
- 체스터 크루트
- 존 컴프턴

## 제작진
- 미술: 존 휴즈
- 의상: 밀로 앤더슨
- 의상: 트라빌라